# تولاسيزوي مبوياني
تولاسيزوي مبوياني (بالإنجليزية: Thulasizwe Mbuyane)‏ (13 أغسطس 1983 في جنوب أفريقيا - ) هو لاعب كرة قدم جنوب أفريقي في مركز الوسط. شارك مع منتخب جنوب أفريقيا لكرة القدم. أما مع النوادي، فقد لعب مع أورلاندو بيراتس ونادي مبومالانجا بلاك أسأت وFree State Stars F.C. ‏ وGarankuwa United F.C. ‏.

## روابط خارجية
- تولاسيزوي مبوياني على موقع قاعدة بيانات كرة القدم.إي يو (الإنجليزية)
- تولاسيزوي مبوياني على موقع ناشيونال فوتبول تيمز (الإنجليزية)